# Mirabelle Kajenjeri
Mirabelle Kajenjeri est une pianiste, violoniste et conférencière française de parents burundais et ukrainien.

## Biographie

### Enfance, formation et débuts
Mirabelle Kajenjeri est née en 1998 en Ukraine, de parents Burundais et Ukrainien,. Elle commence le piano à trois ans et le violon à l'âge de six ans en Ukraine. Sa mère fait de la danse classique et son père joue d'un instrument traditionnel burundais. Elle poursuit sa formation à Roubaix dans le nord de la France et au Conservatoire royal de Bruxelles en Belgique.

### Parcours
Mirabelle Kajenjeri est boursière du programme Yehudi Menuhin Live Music Now (2019) et de la Fondation Yamaha Music Europe Allemagne (2020). Elle étudie en France au Conservatoire de musique de Roubaix, puis en Belgique au Conservatoire royal de Bruxelles. En 2024, elle intègre la Chapelle musicale Reine Élisabeth dans la classe de Frank Braley et Avedis Kouyoumdjian.
Selon La Libre Belgique, Mirabelle Kajenjeri captive son public avec :

« Un toucher unique, maîtrisant les plus grandes acrobaties dans un (discret) sourire, désarmante de naturel et de générosité. »

La pianiste française est récompensée de nombreux prix, notamment le premier prix du Concours international de piano de Santa Cecilia (2021) et le deuxième prix du Kissinger KlavierOlymp (2023). Elle est également lauréate du Concours Reine Élisabeth (2025),.

Son récital, qui s'inspire de la nature, la spiritualité et les émotions, mêle des œuvres classiques à un répertoire moins connu. Elle fait dialoguer le Feuillet d'album de la compositrice française Marie Jaëll avec le cycle Miroirs de Ravel. La sonate Le Sermon du feu de Rautavaara se trouve en contraste avec les joyaux lyriques de Liebesleid et de Liebesfreud, initialement composés pour violon par Fritz Kreisler et transcrits pour piano par Serge Rachmaninoff.